# Optomerus bispeculifer
Optomerus bispeculifer är en skalbaggsart som först beskrevs av White 1855. Optomerus bispeculifer ingår i släktet Optomerus och familjen långhorningar.
Artens utbredningsområde är:
- Guyana.
- Panama.

Inga underarter finns listade i Catalogue of Life.